# Yuridia Durán
Yuridia del Carmen Peña Durán (Ahuacatlán, Nayarit, México; 20 de diciembre de 1998) es una modelo y reina de belleza mexicana,  que participó en el concurso Mexicana Universal 2019, donde obtuvo el título de Mexicana Universal Internacional 2020. Representó a México en Miss Internacional 2022.

## Biografía
Yuridia Durán nació el 20 de diciembre de 1998 en el municipio de Ahuacatlán, Nayarit. Actualmente es estudiante de Odontología, en la Universidad Autónoma de Nayarit.

## Concursos de Belleza

### Reina de la Feria de Nayarit 2018
Participó en el concurso estatal de Reina de la Feria de Nayarit 2018, representando al municipio de Ahuacatlan, el cual se llevó a cabo el 17 de febrero de 2018, en el Teatro del Pueblo Alí Chumacero en la capital de Nayarit, en donde resultó como ganadora ante 17 participantes.

### Mexicana Universal Nayarit 2018
Ese mismo año decidió participar en el concurso estatal de Mexicana Universal Nayarit 2018, el cual se llevó a cabo el 15 de diciembre de 2018 en el municipio de Ixtlán del Río donde se alzó con la corona ante 12 participantes.

### Mexicana Universal 2019
El 23 de junio de 2019 se llevó a cabo la gran final de Mexicana Universal 2019 en los estudios de Tv Azteca, en dónde obtuvo el título de Mexicana Internacional 2020, siendo coronada por la venezolana Mariem Velazco,
Miss Internacional 2018.

### Miss Internacional 2022
Representó a México en el concurso de Miss Internacional 2022, en Tokio, Japón. Donde no logró clasificarse al Top 15.